# Ка дел Борго (Алесандрија)
Ка дел Борго је насеље у Италији у округу Алесандрија, региону Пијемонт.
Према процени из 2011. у насељу је живело 29 становника. Насеље се налази на надморској висини од 413 м.